# 메이터와 유령
메이터와 유령(Mater And The Ghostlight)은 미국에서 제작된 댄 스캔론 감독의 2006년 영화이다. 래리 더 케이블 가이 등이 주연으로 출연하였고 마크 닐슨 등이 제작에 참여하였다.

## 출연

### 주연
- 래리 더 케이블 가이
- 오웬 윌슨

### 조연
- 마이클 웰리스
- 보니 헌트
- 폴 뉴먼
- 치치 마린
- 폴 둘리

## 제작진
- 미술: 윌리암 콘
- 미술: 밥 폴리